# Blutige Nachrichten
Blutige Nachrichten (Originaltitel:  If it bleeds) ist eine aus vier Geschichten bestehende Novellensammlung des US-amerikanischen Autors Stephen King. Sie erschien im Jahr 2020, die deutsche Übersetzung wurde im selben Jahr veröffentlicht.

## Handlung
Wie in den meisten anderen Werken von Stephen King stehen in Blutige Nachrichten Motive der klassischen Horrorliteratur neben Themen, die die Beziehungen, Schwächen und Hoffnungen von Menschen behandeln.

### Mr. Harrigans Telefon
(Originaltitel: Mr. Harrigan’s Phone)
Diese Geschichte, die auch verfilmt wurde, handelt von dem anfangs 12-jährigen Craig, der zusammen mit seinem Vater in Harlow, einem kleinen Ort im Nordosten der Vereinigten Staaten lebt.
Craig und sein Vater sind in der methodistischen Kirche aktiv: Beispielsweise liest Craig im Gottesdienst vor. Mr. Harrigan, ebenfalls Kirchenmitglied, fragt Craig, ob er ihn nicht ab und zu besuchen und ihm vorlesen könne. Der sehr alte Mr. Harrigan wohnt in einem großen Haus im selben Ort und gilt als reich. Craigs Vater stimmt den Besuchen bei Mr. Harrigan zwar zu, ist aber von Craigs bescheidenem Lohn von 5 US-Dollar pro Woche plus jeweils einem Rubbellos zu den vier wichtigsten Feiertagen des Jahres nicht begeistert. Als Craig durch eines dieser Rubbellose einen Hauptgewinn erzielt, kann er sich den lang gehegten Wunsch nach einem iPhone erfüllen. Craig besorgt auch für Mr. Harrigan ein iPhone (als Geschenk). Mr. Harrigan steht dem iPhone zunächst ablehnend gegenüber, aber nachdem er erfährt, wie schnell er damit an die aktuellen Börsenkurse kommt, ist auch er begeistert.
Mr. Harrigan verstirbt kurze Zeit später, trotz seines Alters unerwartet. Craig findet die Leiche des alten Mannes und entwendet impulsiv das iPhone von Mr. Harrigan. Es stellt sich heraus, dass der alte Mann Craig 800.000 US-Dollar für sein College-Studium hinterlassen hat. Während Mr. Harrigans Beerdigung steckt Craig dem Toten heimlich dessen geliebtes iPhone wieder in die Jackentasche. In der Nacht nach der Beerdigung wählt Craig die Nummer von Mr. Harrigans iPhone, um dessen Stimme – in Form der Mailboxansage – zu hören. Craig spricht eine Nachricht auf die Mailbox: Er bedankt sich für das Geld und sagt, dass er aber liebend gerne darauf verzichten würde, wenn Mr. Harrigan stattdessen noch am Leben wäre. Am nächsten Morgen sieht Craig, dass er in der Nacht eine kryptische Textnachricht von „pirateking1“ (dem Benutzernamen Mr. Harrigans) erhalten hat und erschrickt sich beinahe zu Tode. Craigs Vater beruhigt ihn und sagt, dass die Nachricht unmöglich von Mr. Harrigan stammen könne, sondern von einem Betrüger geschrieben worden sein müsse.
Im neuen Schuljahr geht Craig auf eine neue Schule. Dort versucht der Mitschüler Kenny Yanko, ihn zu einem Aufnahmeritual zwingen, bei dem Craig die Schuhe von Kenny putzen soll. Craig weigert sich und hat Glück, dass Yanko kurz darauf von der Schule verwiesen wird. Später – im Rahmen einer Schulparty – verprügelt Kenny Craig. Die junge und beliebte Lehrerin Ms. Hargensen findet Craig und behandelt dessen Verletzungen. Craig spricht am Abend auf Mr. Harrigans Mailbox und erzählt von den Vorkommnissen. Einen Tag später wird Kenny erhängt aufgefunden. Die Polizei geht von einem Selbstmord oder autoerotischem Unfall aus.
Nach seinem Schulabschluss beginnt Craig ein Journalismus-Studium und fängt anschließend bei einer lokalen Zeitung an. Während seiner Arbeit erfährt er, dass seine ehemalige Lehrerin Ms. Hargensen bei einem Autounfall ums Leben gekommen ist. Der betrunkene Unfallverursacher und Wiederholungstäter, Dean Whitmore, wird lediglich zu einer Entziehungskur und Bewährungsstrafe verurteilt. Craig spricht wieder auf Mr. Harrigans Mailbox und erzählt von dem Autounfall. Daraufhin wird Whitmore in der Entziehungsklinik tot aufgefunden, erstickt an einem von ihm selbst in den Hals gestopften Stück Seife.
Kurze Zeit später bekommt Craig eine kryptische Textnachricht von Mr. Harrigans Telefon. Craig interpretiert die Nachricht so, dass Mr. Harrigan ihn darin auffordert, nicht mehr anzurufen, da es – so vermutet Craig – ihm selbst und/oder dem toten Mr. Harrington schaden könnte. Er ruft ein letztes Mal die Mailbox von Mr. Harrigan an, bedankt sich und verabschiedet sich bei ihm. Daraufhin entsorgt er sein eigenes, altes iPhone (mit dem er die Anrufe an das iPhone des toten Mr. Harrigan durchgeführt hat) in einem See. Craig sagt am Ende der Geschichte, dass er einmal mit leeren Taschen (also implizit ohne Telefon) begraben werden wolle.

### Chucks Leben
(Originaltitel: The Life of Chuck)
Die Geschichte beginnt damit, dass man den Lehrer Marty Anderson auf seiner Heimfahrt von der Arbeit begleitet. Diese Autofahrt führt ihn bei einem schweren Unwetter durch eine Großstadt, bei der er in einen Stau gerät. Während der Wartezeit durch diese Verkehrsverzögerung fällt ihm auf, dass an einer großen Werbetafel die ungewöhnliche Botschaft „Chuck Krantz – Danke für 39 wunderbare Jahre“ mit dem Foto eines ihm unbekannten Mannes steht, der wie ein Buchhalter aussieht. Als Marty endlich zu Hause ankommt, erfährt er aus den Nachrichten, dass die Unwetter und Erdbeben über das ganz Land verbreitet sind und Menschen aus den Küstengebieten wie Kalifornien schon in das Landesinnere flüchten müssen. Aber neben dieser Katastrophenmeldung gibt es sowohl im Radio als auch im Internet die Meldung, dass man sich für 39 wunderbare Jahre bei Chuck Krantz bedankt. Im nächsten Teil der Geschichte ist der Leser dann in einem Krankenzimmer, wo Charles (Chuck) Krantz, ein 39-jähriger Buchhalter der „Midwest Trust“-Bank liegt, weil er an einem Hirntumor erkrankt ist. Bei ihm sind seine Frau, sein Sohn Doug und sein Bruder Brian. Es wird berichtet, dass Chuck als 10-jähriges Kind seine Eltern bei einem Autounfall verloren hat und er dann bei seinen Großeltern aufwuchs. Insbesondere seine Großmutter entdeckt dabei sein Talent zum Tanzen. Im Rückblick auf sein Leben erinnert sich Chuck insbesondere an eine Geschäftsreise nach Boston, als er hier nach Feierabend in den Straßen der Stadt einem Straßenmusiker in Gestalt eines Schlagzeugers begegnet. Er ist so begeistert, von dem Spiel des Schlagzeugers, dass er alle Beherrschung verliert und wie wild zu tanzen beginnt. Janice Halliday eine Zuschauerin des Straßenmusikers, die eben per SMS über das Ende ihrer aktuellen Liebesbeziehung informiert wurde und somit deprimiert ist, wird durch Chuck angesteckt und beginnt auf seinen Tanz einzugehen. Die Zuschauer sind von den beiden Tänzern so beeindruckt, dass sich der Hut des Musikers bald mit vielen Geldscheinen füllt. Nach dem Ereignis unterhalten sich die drei Personen noch über diesen magischen Moment und teilen die Einnahmen unter sich auf.

### Blutige Nachrichten
(Originaltitel: If it bleeds)
In dieser Geschichte begegnet der Leser der Privatdetektivin Holly Gibney, einer Person, die schon in mehreren King-Romanen eine Rolle spielte, erstmals in Mr. Mercedes aus dem Jahr 2014. Diesmal untersucht die Ermittlerin einen Paketanschlag auf eine Schule in Pittsburgh, bei dem 17 Personen getötet werden. Dabei kommt ihr der von dem Attentat berichtende Reporter Chet Ondowsky sehr verdächtig vor. Sie vermutet, dass er ein sogenannter „Outsider“ ist, eines jener boshaften, übernatürlichen Wesen, die immer wieder hinter gewalttätigen Anschlägen stehen. Über ihren Psychologen erfährt sie, dass ein anderer Psychologe einen Patienten hat, der ebenfalls die „Outsider“ erkennen kann. Holly besucht diesen Patienten Don Bell und beide sind sich einig, dass Ondowsky hinter dem Anschlag steckt. Sie beschließen, dass Holly den Reporter mit diesem Vorwurf konfrontieren soll – sie trifft sich mit ihm und Ondowsky bestätigt diesen Sachverhalt. Holly gibt vor, ihn zu erpressen und verlangt die Zahlung eines Schweigegeldes in ihrem Detektivbüro. Ondowsky will natürlich die Mitwisserin Holly beseitigen, aber Holly ist darauf vorbereitet und kann den Outsider töten. Neben diesen Geschehnissen wird in der Geschichte auch wieder das schwierige Verhältnis von Holly zu ihrer Mutter thematisiert.

### Ratte
(Originaltitel: Rat)
In der letzten Geschichte begegnet der Leser dem Literaturdozenten Drew Larson. Sein Wunsch ist es schon lange ein Buch zu schreiben und so beschließt er ein Sabbatical von seiner Universitätstätigkeit zu nehmen und sich in ein altes, im Wald gelegenes Landeshaus für dieses Projekt zurückzuziehen. Seine Frau und Kinder sind von diesem Plan wenig begeistert, da ein früherer Versuch fast damit endete, dass Drew verrückt geworden wäre. Aber er lässt sich davon nicht abbringen und fährt in das Landhaus. Der Inhaber des kleinen Lebensmittelladens in der Nähe des Hauses erzählt ihm, dass der Mann, welcher sich in Abwesenheit der Familie um das Landhaus kümmerte, sich vor dem Haus selbst erschossen hat. Drew richtet sich im Haus ein und anfangs kommt er auch gut mit seinem Western-Roman voran. Doch noch einiger Zeit macht sich wieder die Schreibblockade bemerkbar, außerdem wird er telefonisch von seiner Frau und auch den Inhabern des Lebensmittelladens auf einen schweren Sturm hingewiesen, welcher demnächst in dieser Gegend erwartet wird. Beide raten ihm das Projekt abzubrechen und das Landhaus zu verlassen. Doch Drew bleibt im Landhaus und setzt sich dem Sturm aus. Als dieser wütet, stürzen auch einige Bäume in der Nähe des Hauses um, so das Drew nachschauen muss, ob nicht etwas zerstört wurde. Dabei entdeckt er eine Ratte, welche völlig entkräftet und frierend vor der Tür des Hauses liegt. Drew nimmt sie mit ins Haus und lässt diese sich am Kamin aufwärmen. Als die Ratte wieder fit ist, bietet sie ihm an, dass er seinen Roman vollenden kann, wenn eine ihm wichtige Person dafür stirbt. Als klar ist, dass es sich nicht um seine Frau oder Kinder handelt, sondern wahrscheinlich um den Bereichsleiter Al Stamper seiner Universität, welcher schwer an Krebs erkrankt ist, stimmt er diesem Pakt zu. Es kommt wie prophezeit, Drew kann sein Buch schreiben, welches auch verlegt und ein Erfolg wird. Auch Al Stamper wird wieder gesund, so dass Drew schon fast seinen Pakt mit der Ratte vergessen hat. Doch dann kommt Al Stamper mit seiner Frau bei einem Autounfall ums Leben.

## Veröffentlichung
Das Original erschien im Jahr 2020 bei Charles Scribner’s Sons, die deutsche Übersetzung von Bernhard Kleinschmidt im selben Jahr im Heyne Verlag.

## Rezeption

### Kommerzieller Erfolg
Im Heimatland des Autors konnte sich die Novellensammlung direkt nach Erscheinen am 10. Mai 2020 auf Rang 2 der The New York Times Best Seller list platzieren. Dies ist auch die höchste Platzierung, welche das Buch in den 9 Wochen erreichte, in welchen es auf dieser Bestsellerliste geführt war. In Deutschland konnte sich das Buch nach seinem Erscheinen auch direkt auf der Spiegel-Bestsellerliste platzieren, erreichte als höchste Platzierung Rang 5 und war auch 2020 insgesamt 5 Wochen unter den Top 20 dieser Rangliste platziert.

### Zeitgenössische Kritik
Die Novellensammlung wurde von der Kritik allgemein gelobt, wobei Stephanie Merritt im Guardian, Hannes Stein in der Welt sowie Brian Truitt in USA Today besonders die Empathie in Chucks Leben beeindruckt hat. Auch die Anspielung auf die amerikanische Hochliteratur – die Ratte in ebendieser Novelle spricht wie Jonathan Franzen – wird wahrgenommen und thematisiert. Bei Bill Sheehan in der Washington Post und Christoph Schröder in der Zeit wird auch King’s wohl neue Lieblingsfigur Privatdetektivin Holly Gibney aus der Titelgeschichte hervorgehoben, wie mitfühlend ihre Ängste und Zweifel beschrieben werden – „Watching her overcome obstacles, among them her own fear, her troubled past and the disbelief of others, is one of the central pleasures of this book“. Schröder findet es dabei unverständlich, dass King in Deutschland teilweise immer noch als Autor von Trivialliteratur angesehen wird. Für David Steinitz in der Süddeutschen Zeitung beweist es wieder einmal, dass King das Genre der Kurzgeschichte beherrscht und hier auch gegen das Horror-Image etwas anschreiben kann. Eher kritisch bewertet Sassan Niasseri das Buch im Rolling Stone, indem er es als sauber geplottete Storys, welche aber dem Gesamtwerk des Autors nichts Neues beifügen, bezeichnet. Insbesondere die Titelgeschichte, ist für ihn vom Plot her zu simpel und fokussiert sich zu sehr auf die Figur Holly Gibney.